# Jon Krakauer
Jon Krakauer (n. 12 aprilie 1954, Massachusetts, SUA) este un scriitor american, care scrie pentru revista Outside. El este cunoscut pentru relatările din Into Thin Air, unde descrie tragicul eveniment petrecut de el pe Muntele Everest în mai 1996. 

## Opere (Selecție)
- Into Thin Air
- În sălbăticie (despre soarta în Alaska a lui Christopher McCandless; 2007 este regizat filmul sub titlul original Into the Wild de către Sean Penn)
- Pe vârfurile lumii
- Crima în numele lui Dumnezeu (despre fanatismul religios al mormonilor fundamentaliști din SUA)

## Legături externe
- de Jon Krakauer în Catalogul Bibliotecii Naționale a Germaniei (Informații despre Jon Krakauer • PICA • Căutare pe site-ul Apper)
- Jon Krakauer la Internet Movie Database
- Biografisches (engl., Stand: 2003)